# 1151 Итака
1151 Итака (енгл. 1151 Ithaka) је астероид главног астероидног појаса са средњом удаљеношћу од Сунца која износи 2,406 астрономских јединица (АЈ).
Апсолутна магнитуда астероида је 12,7 а геометријски албедо 0,033.